# Monti Ulachan-Bom
I monti Ulachan-Bom (in russo Улахан-Бом?) sono una catena montuosa della Russia siberiano orientale situata nella Sacha-Jakuzia e nel Territorio di Chabarovsk.
Sono un'estensione verso sud dei Monti di Verchojansk e si estendono per circa 520 km; sono delimitati a ovest dalla valle dell'Aldan, a sud dal fiume Judoma, mentre a est corrono paralleli i monti Sette-Daban. La vetta più alta (senza nome) misura 1 785 m sul livello del mare e si trova nella parte meridionale. La catena è sezionata in più punti dagli affluenti dell'Aldan (Tyry, Chanda, Allach-Jun' e il suo affluente Sachara)
La catena è ricoperta fino a un'altezza di 1000 m dalla taiga di larici, ad altezze superiori da pino siberiano e tundra di montagna.